# Judith Zeidler
Judith Ungemach nacida Judith Zeidler (11 de mayo de 1968, Beeskow, Brandenburgo, Alemania) es una exremera alemana que ganó la medalla de oro en los Juegos Olímpicos de Seúl 1988 y la de bronce en los Juegos Olímpicos de Barcelona 1992.

## Biografía
En 1984 y 1986 ganó el campeonato del Mundo Júnior, defendiendo a la selección de la República Democrática Alemana en la especialidad de cuatro con timonel y cuatro sin timonel. Dos años más tarde ganó la medalla de oro en los Juegos Olímpicos de Seúl 1988 en el ocho de la República Democrática Alemana junto a Ramona Balthasar, Kathrin Haacker, Anja Kluge, Daniela Neunast, Beatrix Schröer, Ute Stange, Annegret Strauch y Ute Wild. En el Campeonato Mundial de Remo de 1989 ganó su único título mundial absoluto junto a Kathrin Haacker en el dos sin timonel por delante del equipo rumano. En el campeonato del mundo del año siguiente participó en el cuatro sin timonel, terminando en tercera posición. Al año siguiente volvió a ser tercera del cuatro sin timonel, pero a partir de entonces defendió la selección de Alemania. En los Juegos Olímpicos de Barcelona 1992 participó en el ocho alemán, obteniendo la medalla de bronce junto a Sylvia Dördelmann, Kathrin Haacker, Christiane Harzendorf, Daniela Neunast (timonel), Cerstin Petersmann, Dana Pyritz, Annegret Strauch y Ute Schell.